# Cornel Popescu (delegat din Hunedoara)
Cornel Popescu (n. 1876, Sibiu, județul Sibiu – d. secolul al XX-lea, București) a fost un deputat în Marea Adunare Națională de la Alba Iulia, organismul legislativ reprezentativ al „tuturor românilor din Transilvania, Banat și Țara Ungurească”, cel care a adoptat hotărârea privind Unirea Transilvaniei cu România, la 1 decembrie 1918.:p. 219

## Biografie
A făcut școala primară, liceul la Sibiu, Facultatea de Filosofie la Budapesta, devenind Doctor în Filosofie din anul 1906. În perioada 1903-1908 este preot în Deva, după care protopop în Hațeg.:p. 219

## Activitatea politică
Ca deputat în Adunarea Națională din 1 decembrie 1918 a fost delegat al Cercului electoral Hațeg.:p. 219